# Frederick Marryat
Capitão Frederick Marryat (10 de julho de 1792 - 9 de agosto de 1848) foi um escritor inglês, oficial da Royal Navy, e um contemporâneo e conhecido de Charles Dickens. É notável como um dos primeiros pioneiros da ficção náutica, particularmente por seu romance semi-autobiográfico Mr Midshipman Easy (1836), pelo romance infantil The Children of the New Forest (1847), e por um sistema amplamente utilizado de bandeiras de sinalização marítima conhecido como Código Marryat.

## Obras
- The Naval Officer, or Scenes in the Life and Adventures of Frank Mildmay (1829)
- The King's Own (1830)
- Newton Forster or, the Merchant Service (1832)
- Peter Simple (1834)
- Jacob Faithful (1834)
- The Pacha of Many Tales (1835)
- Mr Midshipman Easy (1836)
- Japhet, in Search of a Father (1836)
- The Pirate (1836)
- The Three Cutters (1836)
- Snarleyyow, or the Dog Fiend (1837)
- Rattling the Reefer (with Edward Howard) (1838)
- The Phantom Ship (1839)
- Diary in America (1839)
- Olla Podrida (1840)
- Poor Jack (1840)
- Masterman Ready, or the Wreck in the Pacific (1841)
- Joseph Rushbrook, or the Poacher (1841)
- Percival Keene (1842)
- Monsieur Violet (1843)
- Settlers in Canada (1844)
- The Mission, or Scenes in Africa (1845)
- The Privateersman, or One Hundred Years Ago (1846)
- The Children of the New Forest (1847)
- The Little Savage (póstumo, 1848)
- Valerie (póstumo, 1848)